# Taizhou (Zhejiang)
Taizhou (chiń. 台州; pinyin Tāizhōu) – miasto o statusie prefektury miejskiej we wschodnich Chinach, w prowincji Zhejiang, przy ujściu rzeki Ling Jiang do Morza Wschodniochińskiego. W 2010 roku liczba mieszkańców miasta wynosiła 154 458. Prefektura miejska w 1999 roku liczyła 5 878 620 mieszkańców. Ośrodek różnorodnego przemysłu z rozwijającymi się nowoczesnymi kompleksami agroprzemysłowymi, w tym marikulturą i rybołówstwem. Siedziba rzymskokatolickiej diecezji.